# Briek Schotte
Albéric "Briek" Schotte, född 7 september 1919 i Kanegem, Västflandern, död 4 april 2004 i Kortrijk, var en professionell tävlingscyklist från Belgien. Han var professionell mellan 1940 och 1959.
Han vann världsmästerskapen 1948 och 1950. Han vann den sista etappen av Tour de France 1946 och slutade tvåa i tävlingen 1948 efter italienaren Gino Bartali. Trots det var det i endagsloppen som han hade sin specialitet. Han vann Flandern runt 1942 och 1948, Paris-Tours 1946 och 1947 och Paris-Bryssel 1946 och 1952.
Han vann Challenge Desgrange-Colombo 1948, en säsongslång tävling där cyklisternas resultat i Tour de France, Giro d'Italia, Milano-Sanremo, Paris-Roubaix, Flandern runt, La Flèche Wallonne, Paris-Bryssel, Paris-Tours och Lombardiet runt avgjorde vem som blev vinnaren.
Efter att ha avslutat sin karriär som professionell cyklist 1959 började han arbeta som cykeltränare under 30 år, mest för stallet Flandria, för vilka han själv hade tävlat under sin karriär.
Briek Schotte avled samma dag som Flandern runt gick av stapeln det året.

## Främsta meriter
1940
Ransart - Beaumont - Ransart
1941
Kampioenschap van Vlaanderen
Dokter Tistaertprijs
Merelbeke
1942
Flandern runt
1944
Wetteren
1945
Nokere Koerse
Tielt-Antwerpen-Tielt
Olsene
1946
Mandel-Leie-Schelde
Paris-Tours
Tour de Luxembourg
Omloop der Vlaamse Gewesten
Paris-Bryssel
1947
Paris-Tours
Etapp 21, Tour de France
1948
Challenge Desgrange-Colombo
Flandern runt
Världsmästare på landsväg
2:a, Tour de France
1949
GP Stad Vilvoorde
1950
Aalst
Gent-Wevelgem
Världsmästare på landsväg
Montenaken
1951
Vijfbergenomloop
1952
Omloop der Zuid-West-Vlaamse Bergen
Paris-Bryssel
1953
Dwars door Vlaanderen
Grote Bevrijdingsprijs
1954
Kampioenschap van Vlaanderen
Omloop der drie Provinciën
Soignies
Oedelem
1955
Gent-Wevelgem
Dwars door Vlaanderen
Scheldeprijs
1956
GP Bali
Lauwe
Boulogne-sur-Mer
1957
Wervik
Langemark
1958
De Panne